# Karl von Boeselager

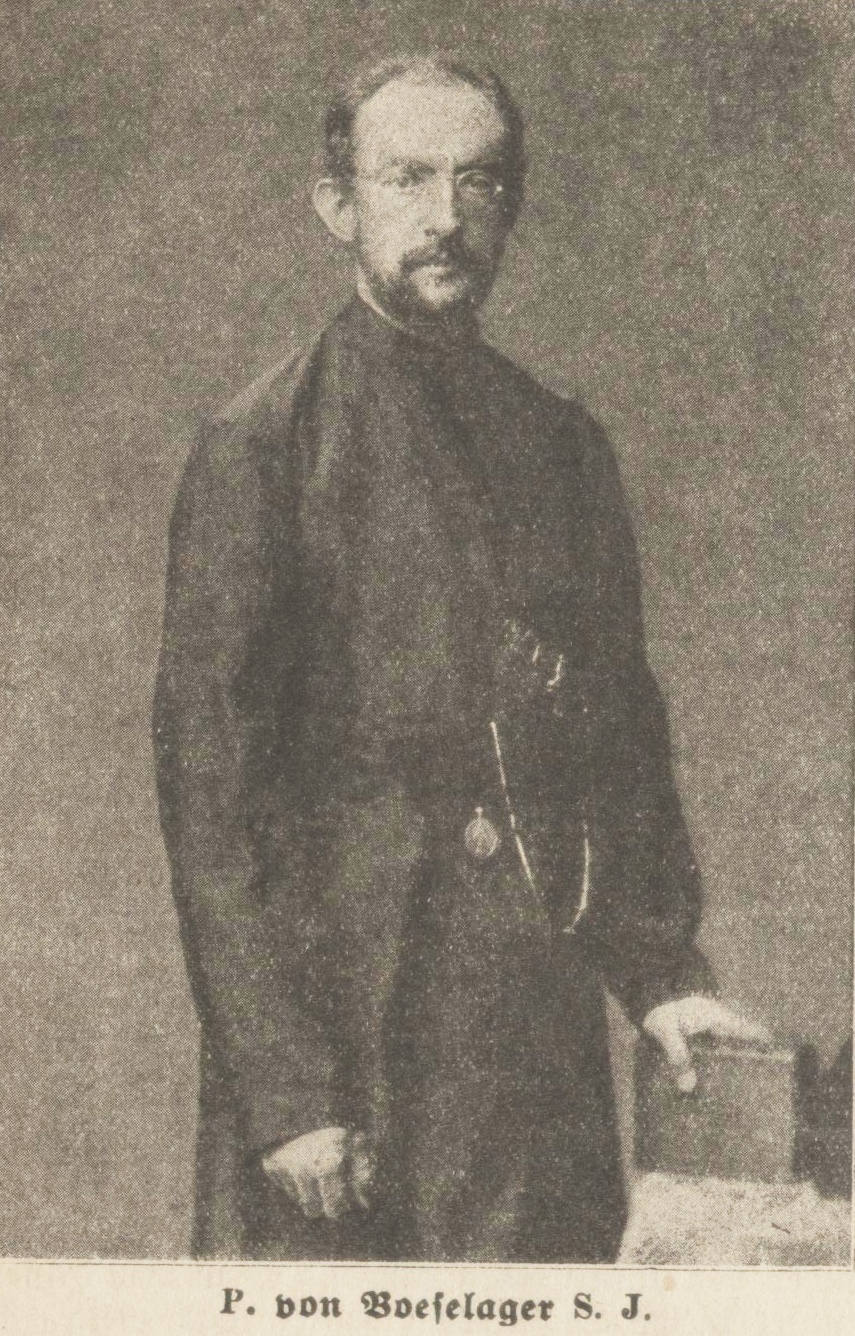
Pater Freiherr von Boeselager S.J.

Freiherr Karl Georg Friedrich von Boeselager, auch Karl von Boeselager-Nette (* 9. März 1848 auf Schloss Thienhausen, in Steinheim (Westfalen); † 28. August 1890 in Bombay, Indien) war ein deutscher Jesuit und Professor der Geschichte an der Universität von Bombay.

## Leben und Wirken
Karl Freiherr von Boeselager, mit vollem Namen Karl Gregor Friedrich von Boeselager auf Nette, war der Sohn von Klemens Freiherr von Boeselager (1808–1858) und dessen Gattin Sophie geb. Freiin von Wolff-Metternich (1807–1879). Die Mutter war eine Cousine der Dichterin Annette von Droste-Hülshoff, zu der auch enger Kontakt bestand. Der Junge verlor bereits im Alter von zehn Jahren den Vater.
Karl von Boeselager wuchs auf Gut Nette bei Osnabrück auf, das seine Eltern 1851 kauften und dessen Namen die Familie auch als Zusatz trug. Er besuchte das Gymnasium Carolinum zu Osnabrück, legte dort 1868 sein Abitur ab und studierte Jura an der Universität Heidelberg, später an der Universität Bonn. Hier war er im katholischen Studentenverein Arminia Bonn im KV aktiv. Am Deutsch-Französischen Krieg 1870–71 nahm Karl von Boeselager in den Reihen des Bonner Husaren-Regiments „König Wilhelm I.“ (1. Rheinisches) Nr. 7 teil.
Am 23. September 1873 trat Freiherr von Boeselager ins Noviziat der Jesuiten ein, erhielt nach den notwendigen Studien der Philosophie und der Theologie die Priesterweihe und wurde als Missionar nach Indien entsandt. Dort kam er am 22. November 1884 an. Hier arbeitete er in Bombay als Priester in der Seelsorge und unterrichtete zudem von 1884 bis 1890 am ordenseigenen St.-Xavier's-College sowie an der staatlichen Universität von Bombay als Professor der Geschichte. Boeselager starb mit nur 42 Jahren in Bombay an einem Leberleiden, das er sich in Indien zugezogen hatte. Er war einer der ersten deutschen Professoren, die an einer staatlichen indischen Universität unterrichteten.
Pater von Boeselager erhielt als Alleinerbe seines Großonkels Karl Freiherr v. Boeselager-Heessen (1782–1857) dessen großes Vermögen sowie reichen Grundbesitz, wozu auch die Burg Heimerzheim im Rhein-Sieg-Kreis, der heutige Familiensitz gehörte. Als Jesuit schenkte er jedoch alles seinem Bruder Philipp (1846–1898), dem Großvater der späteren Hitlergegner Georg Freiherr von Boeselager (1915–1944) und Philipp Freiherr von Boeselager (1917–2008).